# Petr Smutný
Petr Smutný (* 31. ledna 1947 Praha) je český sociálně-demokratický politik, v letech 1996 až 2006 senátor za obvod č. 11 – Domažlice a v letech 2008 až 2012 radní Plzeňského kraje pro životní prostředí.

## Vzdělání a zaměstnání
V roce 1970 vystudoval Fakultu anorganické technologie Vysoké školy chemicko-technologické v Praze. Poté pracoval v chemičce v Kaznějově a v letech 1976 až 1990 v laboratoři nemocnice Domažlice. V letech 1990 až 1997 byl vedoucím referátu životního prostředí Okresního úřadu v Domažlicích.

## Politická kariéra
V roce 1990 se stal členem Československé strany socialistické, v roce 1993 přestoupil do České strany sociálně demokratické. V roce 1996 byl za ČSSD zvolen členem Senátu Parlamentu České republiky a svůj mandát obhájil v roce 2000. V Senátu působil až do roku 2006, z toho v letech 2002 až 2004 působil jako předseda senátorského klubu ČSSD a v letech 2004 až 2006 jako místopředseda Senátu. V letech 2008 až 2012 byl členem Rady Plzeňského kraje pro oblast životní prostředí a zemědělství.